# Le Vert
Le Vert és un municipi francès situat al departament de Deux-Sèvres i a la regió de la Nova Aquitània. L'any 2007 tenia 130 habitants.

## Demografia

### Població
El 2007 la població de fet de Le Vert era de 130 persones. Hi havia 59 famílies de les quals 12 eren unipersonals (8 homes vivint sols i 4 dones vivint soles), 35 parelles sense fills i 12 parelles amb fills.
La població ha evolucionat segons el següent gràfic:
Habitants censats

### Habitatges
El 2007 hi havia 73 habitatges, 59 eren l'habitatge principal de la família, 11 eren segones residències i 3 estaven desocupats. Tots els 73 habitatges eren cases. Dels 59 habitatges principals, 51 estaven ocupats pels seus propietaris, 4 estaven llogats i ocupats pels llogaters i 4 estaven cedits a títol gratuït; 2 tenien dues cambres, 4 en tenien tres, 13 en tenien quatre i 40 en tenien cinc o més. 45 habitatges disposaven pel capbaix d'una plaça de pàrquing. A 29 habitatges hi havia un automòbil i a 27 n'hi havia dos o més.

### Piràmide de població
La piràmide de població per edats i sexe el 2009 era:
| Homes | Edats   | Dones |
| ----- | ------- | ----- |
| 0     | 95 o +  | 0     |
| 0     | 90 a 94 | 0     |
| 0     | 85 a 89 | 0     |
| 0     | 80 a 84 | 0     |
| 0     | 75 a 79 | 0     |
| 8     | 70 a 74 | 4     |
| 8     | 65 a 69 | 12    |
| 12    | 60 a 64 | 12    |
| 0     | 55 a 59 | 4     |
| 0     | 50 a 54 | 8     |
| 12    | 45 a 49 | 4     |
| 4     | 40 a 44 | 4     |
| 4     | 35 a 39 | 4     |
| 4     | 30 a 34 | 4     |
| 0     | 25 a 29 | 0     |
| 0     | 20 a 24 | 0     |
| 0     | 15 a 19 | 8     |
| 4     | 10 a 14 | 4     |
| 4     | 5 a 9   | 0     |
| 0     | 0 a 4   | 4     |

## Economia
El 2007 la població en edat de treballar era de 65 persones, 43 eren actives i 22 eren inactives. De les 43 persones actives 41 estaven ocupades (23 homes i 18 dones) i 2 estaven aturades (1 home i 1 dona). De les 22 persones inactives 14 estaven jubilades, 4 estaven estudiant i 4 estaven classificades com a «altres inactius».

### Ingressos
El 2009 a Le Vert hi havia 56 unitats fiscals que integraven 128 persones, la mediana anual d'ingressos fiscals per persona era de 16.522 €.

### Activitats econòmiques
Dels 3 establiments que hi havia el 2007, 1 era d'una empresa de construcció, 1 d'una empresa de comerç i reparació d'automòbils i 1 d'una empresa d'hostatgeria i restauració.
L'únic servei als particulars que hi havia el 2009 era un paleta.
L'any 2000 a Le Vert hi havia 7 explotacions agrícoles que ocupaven un total de 512 hectàrees.

## Poblacions més properes
El següent diagrama mostra les poblacions més properes.